# Spodnja Pohanca
Spodnja Pohanca este o localitate din comuna Brežice, Slovenia, cu o populație de 99 de locuitori.